# SP-041
La SP-041 (nombre oficial: Perito Criminal Eng. Antonio Carlos Moraes), más conocida como  Interligação Planalto, es una carretera brasileña del estado de São Paulo. Sirve de comunicación entre las carreteras Imigrantes y Anchieta en el tramo que transcurre en el altiplano.
Posee solamente 8 kilómetros, con dos carriles en cada sentido durante todo su recorrido. Forma parte del Sistema Anchieta-Imigrantes y es administrada por la concesionaria privada Ecovias.
Su función es desviar el tráfico de la carretera Anchieta hacia Imigrantes y viceversa. Como los camiones y ómnibus tienen prohibido transitar por la Imigrantes en la parte de la Serra do Mar en el sentido hacia las playas, son obligados a utilizar la Interligação Planalto para acceder a la carretera Anchieta.
Es utilizada también durante las operaciones especiales de ascenso y descenso, cuando los tramos de sierra de ambas carreteras sufren reversión en el sentido de sus carriles.